# Генерализована еластолиза
Генерализована еластолиза (ГЕ), слаба кожа, или дерматохалаза  хетерогена је група генерализованих наследних или стечених болести везивног ткива са општим клиничким и хистолошким променама коже, насталим због мутација у еластину што доводи до стварања абнормалних еластичних влакана или одсуства еластина.
Клиничку слику карактерише нееластична, опуштена, висећа кожа са наборима, израженија у прегибним пределима, што даје  прерано остарели изглед. Болест се наслеђује најчешће у тешком аутозомно рецесивном облику, или као бенигни аутозомно доминантни облик. Често постоји захваћеност системских органа код пацијената са аутозомно рецесивним обликом. Кардиопулмоналне абнормалности су честе и главне су детерминанте прогнозе и очекиваног животног века. 

## Епидемиологија
Генерализована еластолиза редак је урођени облик еластолизе али постоје и стечени облици болести. Рецесивно наследни облик је најчешћи и најтежи. Постоје и аутозомно доминантни облици.
Генерализована еластолиза утиче на особе свих раса и подједнако погађа мушкарце и жене.
Аутозомно доминантни облик има каснији почетак од аутозомно рецесивног облика.
Стечена генерализована еластолиза  може се развити у било ком узрасту, али н ајчешће почиње у одраслом добу.

## Етиологија
Болест може бити стечена или урођена, при чему се генетски облици наслеђују као аутосомно доминантни или аутозомно рецесивни облици, при чему су последњи обично тежи. За Х-везана форма (синдром окципиталног рога) је сада класификована као болест транспорта бакра узрокована мутацијом АТПазе која преноси бакар, алфа-полипептид АТП7А.
Већина доминантних случајева резултат је хетерозиготних мутација у гену који кодира еластин. Пацијенти са цутис лака представљају упечатљиву слику лабаве, нееластичне сувишне коже која виси и виси у висећим наборима, као да је превелика за тело. Спуштени и ектропион очних капака, заједно са опуштеном кожом лица и нагласком на назалним, лабијалним и другим наборима на лицу, помажу у стварању остарелог изгледа. Аутозомно доминантни облик може се појавити у било ком узрасту и представља козметички проблем са мало системских промена. Кожа у ГЕ је растегљива, али, за разлику од других синдрома, не враћа се на место након ослобађања напетости. Специјалне мрље у еластичном ткив узораковане биопсијом коже показују значајно смањена или одсутна дермална еластична влакна.
Системске манифестације узроковане ослабљеним потпорним ткивом укључују:
- дилатацију аорте,
- стенозу плућне артерије,
- плућни емфизем,
- дивертикуле гастроинтестиналног тракта или мокраћне бешике,
- пролапс материце или ректума,
- вентралне, хиаталне или ингвиналне киле.

Код пацијената са тешком аутозомно рецесивно наследном болешћу, поремећај постепено напредује и смрт од плућних компликација повезаних са емфиземом може наступити рано у детињству или, у многим случајевима, у 2. до 4. деценији живота.

### Врсте
Аутозомно рецесивни облици су традиционално подељени у три подгрупе на основу клиничких карактеристика:
Аутозомно рецесивни ГЕ тип-1 (АРГЕ-1)
АРГЕ-1 карактеришу тешке кардиопулмоналне лезије, укључујући инфантилни емфизем и срчане дефекте, и дивертикуле мокраћне бешике. Недостатак фибулина-5 је повезан са суправалвуларном аорталном стенозом. Недостатак фибулина-4 може бити повезан са благим до умереним цутис лака и повезан је са арахнодактилијом, вијугавим судовима са анеуризмом, лабавошћу зглобова, микроцефалијом, фрактурама костију и оклузијом плућне артерије. Фибулини 4 и 5 су критични у склапању еластичних влакана у кожи и другим еластичним ткивима.
Аутозомно рецесивни ГЕ тип-2 (АРГЕ-2)
АРГЕ-2 (који укључује синдром наборане коже и остеодиспластичнун геродермију) имају благо наборану кожу са растом, израженим цртама лица и заостајањем у развоју без истакнутих васкуларних лезија или емфизема, за разлику од АРГЕ-1.
Аутозомно рецесивни Г тип-3 (АРГЕ-3)
АРГЕ-3 или де Барсијев синдром  може се разликовати од АРГЕ-2 по атетоидним покретима и замућењу рожњаче, а постоје и преклапање између АРГЕ-2 и АРГЕ-31  
Недавно је откривено неколико генских мутација које су у основи Аутозомно рецесивни ГЕ тип-1 из групе а која је прилично хетерогена. Сви пацијенти имају тенденцију да имају наборану кочу са хернијама (умбиликалним, ингвиналним, дијафрагматичним) и фацијалним дисморфизмом.
ГЕ је такође компонента неколико додатних синдрома. Најпознатији међу њима су Костелов синдром и хиперостотични патуљасти патуљастост Ленс–Мајевског. Костело синдром је аутозомно доминантни поремећај који карактерише мекана, опуштена кожа врата, шака и стопала, са прекомерним борама и дубоким наборима, који подсећају на ГЕ. Цифре имају тенденцију да буду хиперектензибилне са опуштеном кожом и карактеристичним одступањем улнарног зглоба на зглобу. Оболела деца развијају папиломе око носа, уста   и аналних предела, иацантхосис нигрицанс. Иако се јављају пренатални пренатални раст и полихидрамнио, пацијенти имају тенденцију да постнатално не напредују и имају карактеристичан изглед, са краниофацијалним налазима који подсећају на поремећаје лизозомског складиштења. Лице је грубо са дебелим уснама, макроглосијом и релативном макроцефалијом. Тешки низак раст, ментална ретардација и хипертрофична кардиомиопатија су друге повезане манифестације. Костело синдром је резултат активирања мутација у ХРАС  и повезан је са доживотним ризиком од малигнитета од 15%, најчешће рабдомиосаркома. ГЕ је такође описана код деце са хиперостотичним патуљастимрастом у вези са генерализованом хиперостозом, проксималним симфалангизмом, синдактилијом, брахидактилијом менталном ретардацијом, хипертелоризмом и хипоплазијом глеђи. ГЕ је компонента МАГЕС синдрома (макроцефалија, алопеција, ГЕ и сколиоза), аутозомно рецесивног поремећаја за који је недавно откривено да је резултат недостатка РИН2, протеина који је у интеракцији са Раб5 у регулисању ендоцитозе. Недостатак РИН2 доводи до смањења фибулина-5 и микрофибрила. Недостатак трансалдолазе (ТАЛДО) се манифестује отказивањем јетре и цирозом, у комбинацији са дисморфним карактеристикама, хипертрихозом, цутис лака, хемолитичком анемијом, тромбоцитопенијом и генитоуринарним малформацијама (пацијенат може умрети у материици са хидропсом фетуса). 
ГЕ такође може бити стечено стање, било у генерализованом или локализованом облику. Код типа 1 стеченог облика ГЕ, лоше дефинисана подручја опуштене коже појављују се подмукло, али прогресивно, обично прво на лицу, а затим напредују у цефалокаудадном правцу. Развоју ГЕ често претходи уртикаријална ерупција. Емфизем, анеуризме аортеса накнадном руптуром, а повезане су гастроинтестиналне и генитоуринарне дивертикуле. Иако већина погођене деце није имала системске доказе о стеченој ГЕ, дилатација аорте, емфизем и тешка трахеобрахиомегалија довели су до смрти деце са стеченом ГЕ. Деца могу развити тип 1 ГЕ након излагања леку пеницилину, Д-пенициламину, или изониазиду. 
Тип 2 је стечене ГЕ лака е пост-инфламаторна еластолиза коју карактеришу добро омеђени, не-пруритични еритематозни плакови који се појављују на кожи током периода од неколико дана до недеља, често у вези са грозницом, малаксалошћу и периферном еозинофилијом. Неколико деце је развило ГЕ након Свитовог синдрома, са деловима ГЕ који се јављају на местима претходне упале. 
Стечена ГЕ је недавно описана код детета са екстензивном кожном мастоцитозом. Системско захватање је ретко, али је описан фатални аортитис. Занимљиво је да дете са стеченим ГЕ прати  инфестација која има сложене хетерозиготне мутације у еластину и мутацију фибулина-5 на једном алелу, што сугерише да фактори животне средине могу изазвати стечену кутис лаксу код генетски предиспонираних појединаца. 

## Клиничка слика
Клиничка презентација и начин наслеђивања показују значајну хетерогеност у односу на аутозомно доминантни, аутозомно рецесивни или за Х-везани рецесивни обрасци у наследним облицима.
Клиничке манифестације ГЕ могу се приписати абнормалностима еластина . Еластична влакна су смањена у папиларном и горњем дермису, док она у доњем дермису пролазе кроз фрагментацију и грануларну дегенерацију. Сличне промене се јављају и у еластичном ткиву захваћених унутрашњих ткива.

## Терапија
Терапија за ГЕ је ограничена. Хирургија може исправити дивертикуле, ректални пролапс или киле, а пластична хирургија може драматично побољшати стање пацијената, што може бити од велике психолошком користи. За разлику од пацијената са другим кожним болестима, пацијенти са ГЕ немају васкуларну крхкост и ране добро зарастају, што омогућава поновљене процедуре за подизање лица. Студије плућне функције могу помоћи у раном откривању и лечењу емфизема.

## Компликације
Плућни емфизем који настаје услед губитка еластичног ткива у плућима је веома чест. Срчана инсуфицијенција генерално узрокована захваћеношћу плућа често се виде у детињству. Друге пријављене плућне компликације укључују пнеумоторакс, плућну фиброзу, рекурентне плућне инфекције, бронхиектазије и трахеобронхомегалију. Различите кардиоваскуларне абнормалности, укључујући анеуризму аорте, хипоплазију и стенозу плућних артерија и стенозу плућних залистака, пријављене су код пацијената са обликом конгениталног ГЕ. 

## Прогноза
Животни век неких пацијената са еластолизом можда неће бити значајно смањен. Пацијенти са аутозомно доминантном формом имају нормалан животни век. Аутозомно доминантни облик ГЕ има претежно бенигни ток; присутна је мања захваћеност коже, са мало, или без икаквим системским компликацијама, и нормалним животним веком.
Аутозомно рецесивни облик је често повезан са тешким унутрашњим компликацијама, као што су генитоуринарни и гастроинтестинални дивертикули, дијафрагматска кила и емфизем који доводе до хроничног плућног срца и смрти у првих неколико година живота.
Отприлике једна половина случајева стечене ГЕ повезана је са претходном инфламаторном ерупцијом, као што је уртикарија, екцем, мултиформни еритем или везикуларна ерупција, као и реакција на пеницилин или друге лекове. Пацијенти са Вилсоновом болешћу су посебно изложени ризику због еластолитичких ефеката изазваних дуготрајним високим дозама пенициламина агенса за хелацију бакра.
Постинфламаторни облик стеченог ГЕ карактерише интензивна, епизодична кожна инфламација и рекурентни еритематозни плакови. Системске манифестације, као што су грозница, малаксалост и леукоцитоза, често прате упалу. Лабавост коже која следи ограничена је на подручја претходне упале.
Стечена ГЕ је ретка кожна манифестација хематолошког малигнитета, посебно дискразије плазма ћелија, укључујући мултипли мијелом, моноклоналну гамопатију неутврђеног значаја и болест депозиције тешких ланаца. Предложен је механизам деструкције еластичног ткива фиксацијом комплемента са резултујућом активацијом каскаде комплемента која на крају изазива еластолизу.
За Х-везана рецесивна варијанта ГЕ је ретка, са лабавошћу коже и абнормалностима скелета и генитоуринарног тракта. Еластолиза  повезана са Х је идентична Ехлер-Данлосовом синдрому типа 1Х, а оба стања су сада позната као синдром окципиталног рога.
Хипотиреоза услед изолованог недостатка тиреотропина пријављена је код новорођенчета са аутозомно рецесивним обликом конгениталног облика ГЕ.
У ретким случајевима, ГЕ је повезана са конгениталном хемолитичком анемијом непознатог порекла и раним почетком плућног емфизема.
Гастроинтестиналне манифестације укључују дивертикулозу, хипертрофичну пилорицну стенозу (ретко) и рекурентни илеус.